# هوهل فيلس
هوهل فيلس (النطق الألماني: [ˈhoːləˈfɛls]) (Hohlefels ،Hohler Fels، ويعني بالألمانية"الصخور المجوفة") هو كهف يقع فيجبال الألب السوابية بألمانيا وعثر فيه على عدد من الاكتشافات الأثرية المهمة التي يرجع تاريخها إلى العصر الحجري القديم العلوي. تمثل القطع الأثرية الموجودة في الكهف بعضًا من أقدم الأمثلة على فن ما قبل التاريخ والآلات الموسيقية التي تم اكتشافها على الإطلاق. يقع الكهف خارج بلدة شلكلينغن في ولاية بادن فورتمبيرغ بالقرب من مدينة أولم. في عام 2017، أصبح الموقع جزءًا من موقع التراث العالمي لليونسكو "الكهوف وفن العصر الجليدي في جبال الألب السوابية"